# Get Your Gunn
«Get Your Gunn» es una canción y el sencillo debut de la banda de metal alternativo estadounidense Marilyn Manson en 1994. «Snake Eyes and Sissies» había sido elegido originalmente como el primer sencillo, pero no llegó a ser publicado y «Get Your Gunn» fue lanzado en su lugar. La pista se editó para apoyar el álbum Portrait of an American Family y fue el primer lanzamiento de Nothing Records. El productor del sencillo es Trent Reznor. La canción entró en las listas en Canadá.
El niño en la portada del sencillo es Wes Brown, medio hermano del bajista Twiggy Ramirez. 
También se lanzó un videoclip, que fue estrenado el 9 de junio de 1994, pero no recibió cobertura mediática significativa.

## Historia
La canción fue inspirada por el asesinato en 1993 del ginecólogo David Gunn (de ahí la ortografía de gunn en lugar de gun o pistola) que murió en Florida a manos del autoproclamado activista provida Michael Frederic Griffin. El vocalista Marilyn Manson describió posteriormente su asesinato como «la mayor hipocresía que he visto: que esta gente matase a alguien autoproclamándose "provida"». 
El puente de «Get Your Gunn» incluye el sonido de la conferencia de prensa del político estadounidense Budd Dwyer momentos antes de suicidarse, especialmente la frase 'this will hurt someone' ('esto podría dañar a alguien'), así como el disparo que lo mató. La interpretación del saxofón adicional se debe al vocalista de Sugarsmack Hope Nicholls.
Durante las reacciones que se desataron a raíz de la Masacre de la Escuela Secundaria de Columbine, varios medios de prensa informaron equivocadamente que los dos tiradores eran fanes de Marilyn Manson y se culpó a la canción de inspirar la masacre. 
Manson respondió en una carta publicada en la revista Rolling Stone. 
Una encuesta de PRS for Music realizada en 2010 reveló que el público británico considera «Get Your Gunn» la octava canción más polémica de todos los tiempos.
La canción también se ofrece como contenido descargable de Guitar Hero: Warriors of Rock como parte del "mega pack de febrero".
Nocturne hizo una versión de esta canción.

## Lista de canciones
1. «Get Your Gunn» (album version) - 3:18
2. «Misery Machine» (album version) - 4:44
3. «Mother Inferior Got Her Gunn» - 5:39
4. «Revelation #9» - 12:57

## Video musical
El video musical, dirigido por Rod Chong, fue estrenado el 9 de junio de 1994. Recibió poca cobertura mediática. 
Muestra a Manson interpretando la canción, entrelazada con imágenes de los miembros de la banda y dos adolescentes combativos. Es uno de los cuatro videos musicales que presentan a Manson sin el maquillaje facial blanco, las lentes de contacto desiguales y el lápiz labial que se convertiría en su marca registrada. 